# Brainstorm (formație germană)
Brainstorm este o formație power metal germană, fondată în 1989 de chitariștii Torsten Ihlenfeld și Milan Loncaric, și bateristul Dieter Bernert. Începând cu 1999 vocalistul principal al formației este Andy B. Franck, care este cunoscut și în calitate de membru al formației Symphorce.

## Membri actuali
- Andy B. Franck – vocal (1999-)
- Torsten Ihlenfeld – chitare, back vocal (1989-)
- Milan Loncaric – chitare, back vocal (1989-)
- Antonio Ieva – bas (2007-)
- Dieter Bernert – baterie (1989-)

## Foști membri
- Andreas Mailänder – bas (1990–2007)
- Stefan Fronk – vocal (1990–1991)
- Marcus Jürgens – vocal (1991–1999)
- Henning Basse – vocal (doar live)
- Peter Waldstätter – bas (1990)

## Discografie

### Albume de studio
- Hungry (1997)
- Unholy (1998)
- Ambiguity (2000)
- Metus Mortis (2001)
- Soul Temptation (2003)
- Liquid Monster (2005)
- Downburst (2008)
- Memorial Roots (2009)
- On the Spur of the Moment (2011)
- Firesoul (2014)
- Scary Creatures (2016)
- Midnight Ghost (2018)

### Single-uri
- "All Those Words" (2005)
- "Fire Walk with Me" (2007)

### DVD
- Honey from the B's (Beasting Around the Bush) (2007)